# Discografia dei The Black Crowes

## Album in studio
| Anno | Titolo                                     | US | UK | RIAA       |
| ---- | ------------------------------------------ | -- | -- | ---------- |
| 1990 | Shake Your Money Maker                     | 4  | 36 | 5× Platino |
| 1992 | The Southern Harmony and Musical Companion | 1  | 2  | 2× Platino |
| 1994 | Amorica                                    | 11 | 8  | Oro        |
| 1996 | Three Snakes and One Charm                 | 15 | 17 | -          |
| 1999 | By Your Side                               | 26 | 34 | -          |
| 2001 | Lions                                      | 20 | 37 | -          |
| 2008 | Warpaint                                   | 5  | 52 | -          |
| 2009 | Before the Frost...Until the Freeze        | 12 | 47 | -          |
| 2010 | Croweology                                 | 13 | 62 | -          |
| 2024 | Happiness Bastards                         | 97 | 31 | -          |

## Album dal vivo
- Live at the Greek (2000) – #64 US,[1] #39 UK,[2] RIAA: Oro[3]
- The Black Crowes Live (2002)
- Freak 'n' Roll...Into the Fog (2006)
- Warpaint Live (2009)
- Wiser for the Time (2013)
- Shake Your Money Maker Live (2023)

## Raccolte
- Sho' Nuff: The Complete Black Crowes (1998)
- Greatest Hits 1990-1999: A Tribute to a Work in Progress... (2000)
- The Lost Crowes (2006)

## Singoli
| Anno | Titolo                              | US | US Rock | UK | Album di provenienza                       |
| ---- | ----------------------------------- | -- | ------- | -- | ------------------------------------------ |
| 1990 | Jealous Again                       | 75 | 5       | 76 | Shake Your Money Maker                     |
| 1990 | Hard to Handle                      | 26 | 1       | 39 | Shake Your Money Maker                     |
| 1990 | Twice as Hard                       | -  | 11      | 47 | Shake Your Money Maker                     |
| 1991 | She Talks to Angels                 | 30 | 1       | 70 | Shake Your Money Maker                     |
| 1991 | Seeing Things                       | -  | 2       | 72 | Shake Your Money Maker                     |
| 1992 | Remedy                              | 48 | 1       | 24 | The Southern Harmony and Musical Companion |
| 1992 | Sting Me                            | -  | 1       | 42 | The Southern Harmony and Musical Companion |
| 1992 | Thorn in My Pride                   | 80 | 1       | -  | The Southern Harmony and Musical Companion |
| 1992 | Hotel Illness                       | -  | 1       | 47 | The Southern Harmony and Musical Companion |
| 1993 | Sometimes Salvation                 | -  | 7       | -  | The Southern Harmony and Musical Companion |
| 1993 | Bad Luck Blue Eyes Goodbye          | -  | 40      | -  | The Southern Harmony and Musical Companion |
| 1994 | A Conspiracy                        | -  | 5       | 25 | Amorica                                    |
| 1995 | High Head Blues                     | -  | 8       | 25 | Amorica                                    |
| 1995 | Wiser Time                          | -  | 7       | 34 | Amorica                                    |
| 1996 | One Mirror Too Many                 | -  | -       | 51 | Three Snakes and One Charm                 |
| 1996 | Good Friday                         | -  | 3       | -  | Three Snakes and One Charm                 |
| 1996 | Blackberry                          | -  | 6       | -  | Three Snakes and One Charm                 |
| 1998 | Kickin' My Heart Around             | -  | 3       | 55 | By Your Side                               |
| 1999 | Only a Fool                         | -  | 7       | -  | By Your Side                               |
| 1999 | Go Faster                           | -  | 24      | -  | By Your Side                               |
| 2001 | Soul Singing                        | -  | 12      | 80 | Lions                                      |
| 2001 | Lickin'                             | -  | 9       | -  | Lions                                      |
| 2008 | Goodbye Daughters of the Revolution | -  | 33      | -  | Warpaint                                   |
| 2008 | Wounded Bird                        | -  | -       | -  | Warpaint                                   |
| 2009 | I Ain't Hiding                      | -  | -       | -  | Before the Frost...Until the Freeze        |
| 2009 | Good Morning Captain                | -  | 30      | -  | Before the Frost...Until the Freeze        |
| 2021 | Charming Mess                       | -  | 33      | -  | Shake Your Money Maker: 30th Anniversary   |
| 2024 | Wanting and Waiting                 | -  | 15      | -  | Happiness Bastards                         |
| 2024 | Cross Your Fingers                  | -  | -       | -  | Happiness Bastards                         |
| 2024 | Bedside Manners                     | -  | 38      | -  | Happiness Bastards                         |